# Королівство повного місяця
Королівство повного місяця (англ. Moonrise Kingdom) — американський комедійно-мелодраматичний фільм, знятий 2012 року. Режисер Вес Андерсон. Автори сценарію Вес Андерсон та Роман Коппола. У головних ролях — Джаред Ґілман та Кара Гейворд. Зйомки фільму проходили в Род-Айленді з квітня по червень 2011 року.

## Сюжет
Події відбуваються у 60-ті роки ХХ століття. Таємниче зникнення дванадцятирічних хлопчика бойскаута та дівчинки з місцевої родини шокує весь острів біля берегів Нової Англії. Пошуки дають результат, і врешті-решт підлітків знаходять та розлучають. Та ні громадська думка, ні найсильніша за останні роки буря не в змозі перемогти перше кохання.

## Актори
- Брюс Вілліс — капітан Шарп
- Едвард Нортон — вожатий загону бойскаутів Ворд
- Білл Мюррей — Волт Бішоп
- Френсіс Макдорманд — Лора Бішоп
- Тільда Свінтон — співробітниця соціальної служби
- Джейсон Шварцман — кузен Бен
- Джаред Ґілман — Сем Шакаскі
- Кара Гейворд — Сюзі Бішоп
- Лукас Геджес — Редфорд
- Гарві Кейтель — командир Пірс
- Боб Балабан — оповідач

## Нагороди та номінації
Фільм отримав хороші відгуки критиків і був номінований у 2013 році:
- на премію «Оскар» у номінації «Найкращий сценарій»
- на премію «Золотий глобус» у номінації «Найкращий фільм-комедія або мюзикл»
- на премію «БАФТА-2013» у номінації «Найкращий сценарій»